# Ap bank fes '11 Fund for Japan
『ap bank fes '11 Fund for Japan』（エーピー・バンク・フェス いちいち ファンド・フォー・ジャパン）は、Bank Band with Great Artistsの映像作品である。2012年2月29日にトイズファクトリーよりDVDで発売された。

## 概要
2011年7月16 - 18日に静岡県つま恋にて開催されたap bank主催の野外音楽フェスティバル『ap bank fes '11 Fund for Japan』のライブ映像やドキュメンタリー映像を収録している。なお、この収益は東日本大震災の復興支援に充てられる。
アートディレクターは森本千絵。チーフディレクターは白山孝誌、ドキュメントディレクターはタカヌマイクヨ、ライブディレクターは大久保拓朗と茶園一郎が務めた。

## 収録曲

### Disc 1
1. OPENING
2. よく来たね / Bank Band
3. ハートビート / Bank Band
4. Documentary 1
5. don't cry anymore / miwa
6. レクイエム ～ ふるさと / MINMI
7. 鱗（うろこ） / 秦基博
8. 歌うたいのバラッド / Bank Band
9. Documentary 2
10. Drifter / Bank Band
11. 時代 / 一青窈
12. ファスナー / スガシカオ
13. ENDLESS SUMMER NUDE / 真心ブラザーズ
14. Documentary 3
15. もっと遠くへ / レミオロメン
16. 3月9日 / レミオロメン
17. Documentary 4
18. 若者のすべて / Bank Band
19. はるまついぶき / Bank Band
20. 奏逢 〜Bank Bandのテーマ〜 / Bank Band
21. eco-reso talk
22. eco-reso booth ミニトーク

### Disc 2
1. 今のキミを忘れない / ナオト・インティライミ
2. Documentary 5
3. カーニバる? / ナオト・インティライミ
4. 青空 / Salyu
5. and I close to you / スキマスイッチ
6. Documentary 6
7. The Sun Will Rise Again / BONNIE PINK
8. ハッピー アワー / トータス松本
9. ガッツだぜ!! / トータス松本
10. はじまりはいつも雨 / ASKA
11. UNI-VERSE / ASKA
12. Documentary 7
13. 歩いていこう / JUN SKY WALKER(S)
14. 休みの日 / JUN SKY WALKER(S)
15. Documentary 8
16. Funny Bunny / the pillows
17. この世の果てまで / the pillows
18. Documentary 9
19. eco-reso talk
20. eco-reso booth ミニトーク

### Disc 3
1. Documentary 10
2. 大切な贈り物 / My Little Lover
3. そしてまた歌い出す / RHYMESTER
4. Swallowtail Butterfly 〜あいのうた〜 / Chara
5. Heaven's Hell / Cocco
6. Documentary 11
7. すべての悲しみにさよならするために / KAN
8. 今どこにいますか / 加藤登紀子
9. Seeds in the fields / 加藤登紀子
10. 今日も どこかで / 小田和正
11. 緑の街 / 小田和正
12. Documentary 12
13. Dance Dance Dance / Mr.Children
14. もっと / Mr.Children
15. いつでも微笑みを / Mr.Children
16. youthful days / Mr.Children
17. innocent world / Mr.Children
18. ENDING
19. かぞえうた / Mr.Children
20. eco-reso talk
21. eco-reso booth ミニトーク